# Charles Belair
Pour les articles homonymes, voir Belair.
 (avril 2013).
Charles Belair, né à Saint-Domingue au XVIIIe siècle et mort le 15 octobre 1802 au Cap-Haïtien, est un général de brigade haïtien.

## Biographie
Général de brigade, Belair fut un de ceux qui prirent les armes dans l’été de 1802 contre le général Leclerc.
Face aux révoltes suscitées par la mission du général Leclerc visant à rétablir l’esclavage en Haïti, Charles Belair, neveu de Toussaint Louverture, parmi les plus impatients d’en découdre, crut qu’il était appelé à jouer le grand rôle de libérateur. 
En août 1802, stimulé par sa femme, l’altière et courageuse Sanité Belair, il s’insurgea dans les montagnes des Verrettes, appela ses frères aux armes, rallia à sa cause toute la population de l'Artibonite,  se proclama général-en-chef des indigènes et se retira avec les mécontents dans les mornes du Chaos. Jérôme, Destrade, Larose etc., se joignirent à ce mouvement qui s’étendit dans les montagnes de l’Arcahaie.
Ayant obtenu d’abord quelque succès, occupant les hauteurs de l’Artibonite avec une partie des troupes coloniales qui avaient été à la solde du général Charles Victoire Emmanuel Leclerc et étaient passées avec les insurgés, Leclerc envoya contre lui Dessalines, autant pour compromettre celui-ci vis-à-vis des Haïtiens, que pour ménager ses propres troupes. Mais il ignorait jusqu’où pouvait aller la dissimulation de Dessalines qui, parti avec l’intention de se joindre aux mécontents, s’il les trouvait en force, jugea à son arrivée que l’insurrection de Belair était prématurée. De plus, ses prétentions au commandement en chef ne pouvant que nuire au succès de la cause, Dessalines ne balança pas à sacrifier son compatriote qui s’était déclaré trop tôt en continuant la lutte contre les malheureux congénères qui avaient devancé l’heure marquée pour la délivrance.

Drapeau des insurgés haïtiens en 1803.

Les insurgés de Sans-Souci furent obligées de se rejeter dans les bois. Charles Belair fut défait et sa femme tomba entre les mains des Français ; pour essayer de la sauver, il vint de lui-même se constituer prisonnier, mais son acte ne provoqua pas la clémence des vainqueurs et il fut envoyé au Cap chargé de fers. Six heures après leur arrivée au Cap, une commission militaire, toute composée de noirs et de mulâtres et présidée par Clervaux, fut appelée à juger Charles Belair et sa femme, prisonnière avec lui. Ces juges n’hésitèrent pas à tromper les méfiances de leurs ennemis par le sacrifice public d’un des leurs : Charles Belair et sa femme furent condamnés à l’unanimité à être pendus. Le général français le fit fusiller, en considération de son grade.
La sentence fut exécutée par les leurs dans la même journée. Sanite mourut en brave, rejetant, comme injurieux pour son courage, le mouchoir avec lequel on voulait lui bander les yeux. Le feu du peloton d'exécution l’étendit à côté de son mari en même temps que Dessalines massacrait trois cents révoltés de l’Artibonite, qui voulaient continuer l’œuvre de Charles Belair.
Leur échec momentané n’avait cependant pas découragé les insurgés. Les bandes de Sans-Souci ne tardèrent pas à reparaître. Elles forcèrent même Pétion et Christophe à leur abandonner le terrain. Les partisans de Charles Belair s’étaient, de leur côté, de nouveau assemblés dans les montagnes de l’Arcahaie. Le général français Pageot, impuissant à les réduire, se vit obligé de retourner à Port-au-Prince.

## Honneurs
Le lycée de l’Arcahaie qui portait jusque-là le nom de François Duvalier est devenu le lycée Charles-Belair en 1986.

## Sources
- Biographie moderne, 2e éd., t. 1, Leipzig, P.-J. Besson, 1806, p. 212.
- Jacques Nicolas Léger, Haïti, son histoire et ses détracteurs, p. 126-7.